# 十戒の石板を壊すモーセ (レーニ)
『十戒の石板を壊すモーセ』 （じっかいのせきばんをこわすモーセ、伊: Mosè che infrange le tavole della Legge、英: Moses Breaking the Tablet of the Law）は、17世紀イタリア・バロック期のボローニャ派の巨匠グイド・レーニが円熟期の1621年、あるいは1624-1625年ごろにキャンバス上に油彩で制作した絵画である
。レーニを非常に愛好していたシピオーネ・ボルゲーゼ枢機卿がおそらくレーニから直接購入し、ボルゲーゼ家のコレクションに伝わった
。1902年にイタリア政府に購入され、現在、ローマのボルゲーゼ美術館に所蔵されている。なお、作品は18世紀にはグエルチーノに帰属されていたが、1833年にグイド・レーニに正しく帰属しなおされた。

## 作品
モーセは、『旧約聖書』の初めの5書である「創世記」、「出エジプト記」、「レビ記」、「民数記」、「申命記」の著者とされる。「出エジプト記」(10章2-11) では、イスラエルの民をエジプトから脱出させる3ヵ月の間、いかにモーセが彼らを導き、シナイ山近くのシナイ砂漠で休息したかが記されている。神はモーセを山に呼び出して、イスラエルの民を導く法律となる十戒が記された2枚の石板を授けた。そのころ、麓のイスラエルの民はモーセを待ちきれず、アロンに頼んで黄金の子牛の像を作り、拝んでいた。偶像の崇拝は十戒での禁止項目に挙げられていた背信行為である。山から戻ったモーセは民衆の行いに激怒し、十戒の石板を投げつけ、粉々にした。
本作は、モーセがイスラエルの民に向かって十戒の石板を投げつけている姿を表している。モーセは重量感のある衣を身に着けており、その赤い色調は怒りで大きく開けられた口と呼応している。くすんだ灰色の空と前景を占める人物像は、作品に非常にバロック的なドラマ性を与えている。レーニはカラヴァッジョの影響を脱した後には古典主義に向かったが、本作においてはカラヴァッジョの英雄的ドラマの影響を示している。
この絵画の制作年について、研究者のスティーヴン・ペッパーは、モーセが『聖ヒエロニムス』 (ロンドン・ナショナル・ギャラリー) と同じ顔をしていることから、レーニが『聖ヒエロニムス』を制作していた1624-1625年としている。一方、マッシモ・ファンクッチは、レーニがマントヴァ公のために制作したヘラクレスの連作 (ルーヴル美術館、パリ) との比較により本作の制作年度として1621年を提唱している。とりわけ、『薪の上のヘラクレス』 (1617-1619年) と『レルネのヒュドラを退治するヘラクレス』 (1620年) が本作『十戒の石板を壊すモーセ』と同じ雄弁なジェスチャーを示している。

## ギャラリー

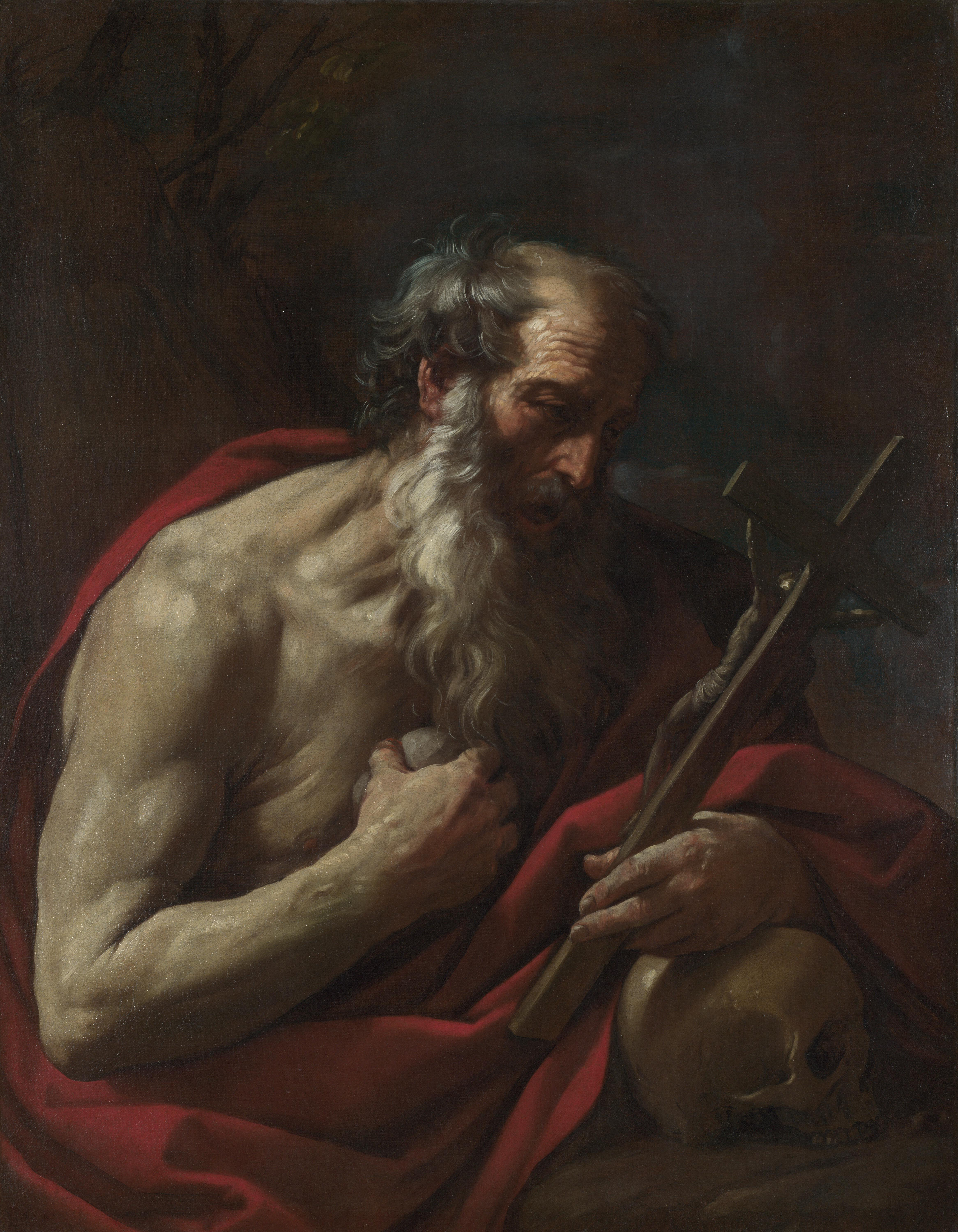
グイド・レーニ『聖ヒエロニムス』(1624-1625年)、ナショナル・ギャラリー (ロンドン)
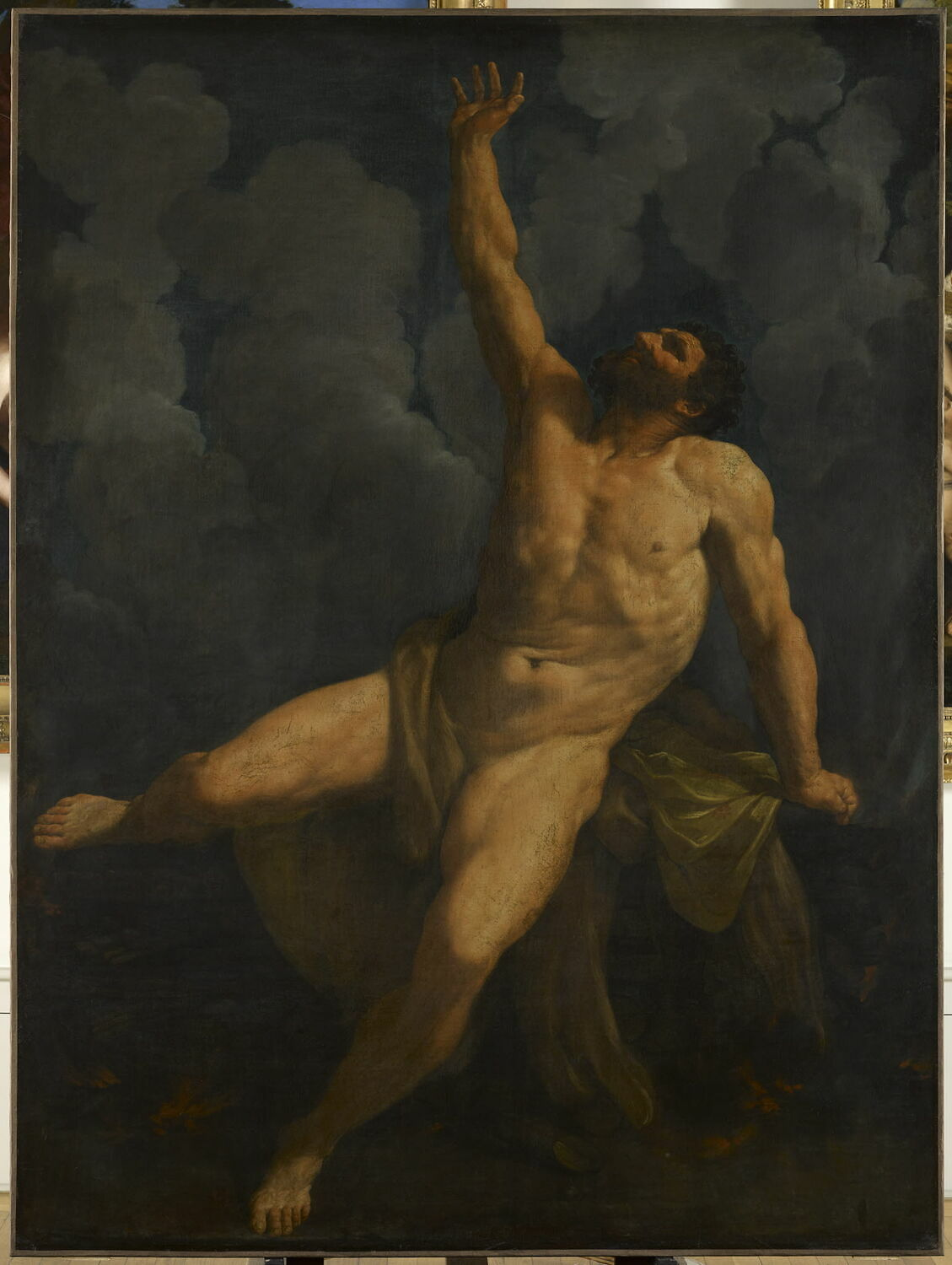
グイド・レーニ『薪の上のヘラクレス』 (1617-1619年)、ルーヴル美術館、パリ
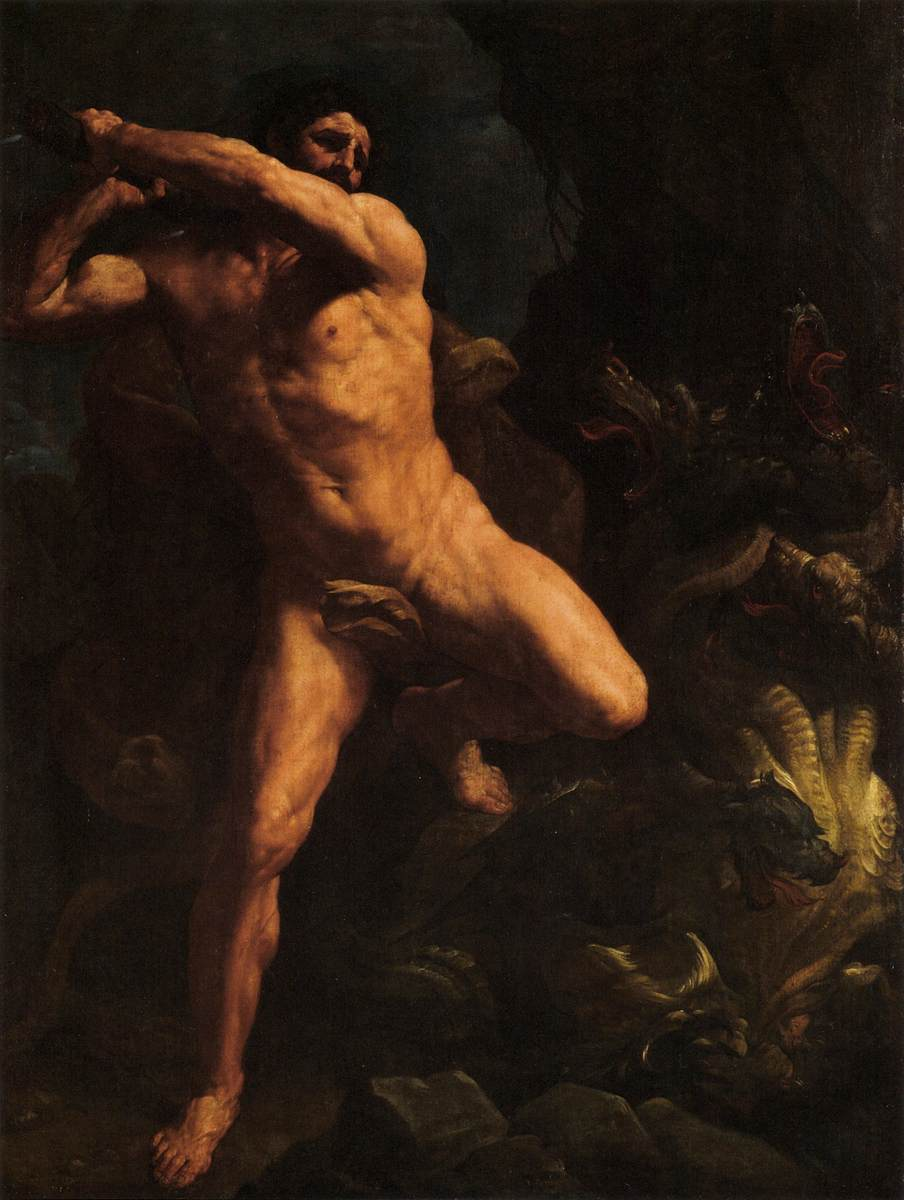
グイド・レーニ『レルネのヒュドラを退治するヘラクレス』 (1620年)、ルーヴル美術館、パリ